# 도르도뉴강

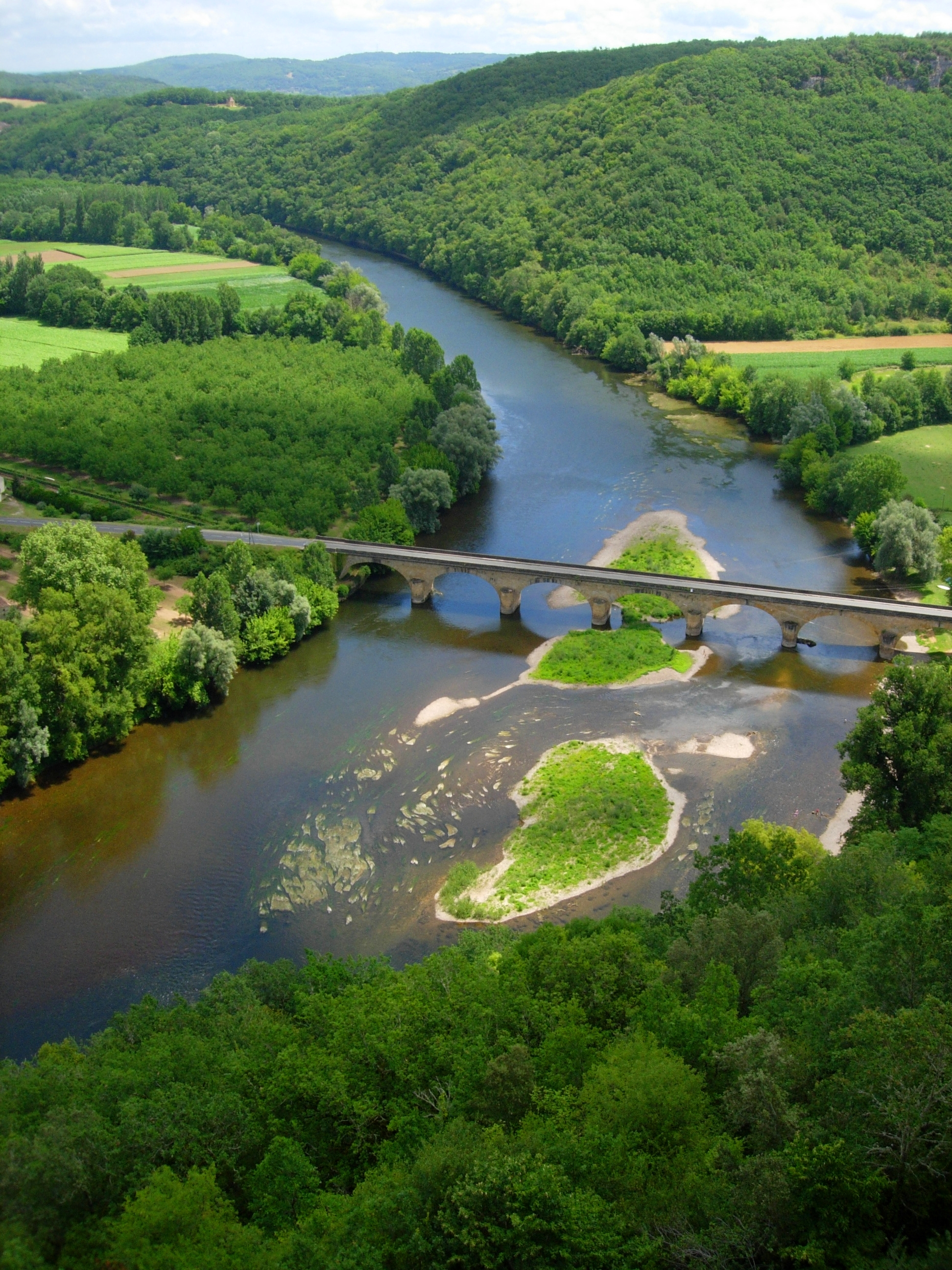
도르도뉴강

도르도뉴강(프랑스어: Dordogne, 오크어: Dordonha)은 프랑스 중부와 남서부를 흐르는 강이다. 아키텐 보르도 부근에서 가론강으로 합류하고 지롱드강으로 이어진다. 도르도뉴주의 어원이 된 강이다.